# Catasetum perazolianum
Catasetum perazolianum là một loài thực vật có hoa trong họ Lan. Loài này được K.G.Lacerda & V.P.Castro mô tả khoa học đầu tiên năm 2005.